# Debreceni Ember Pál
Debreceni Ember Pál (Debrecen, 1660 körül – Liszka, 1710) magyar református lelkész, a 18. század jelentős egyházi írója.

## Élete
1678. január 12-én Debrecenben lépett a felsőbb iskolai osztályba (subscribált); 1683-ban Sárospatakon lett lelkész; innen küldte Thököly Imre külföldi akadémiára; 1685. augusztus 20-ától a franekeri egyetem hallgatója volt (Paulus Debrecinus névvel); visszaérkezvén hazájába ismét folytatta a papságot Sárospatakon; amikor ott 1687. április 24-én a jezsuiták a templomot és az iskolát elfoglalták, a szomszédos Hotykára vonult. 1695-ben Losoncra és 1701 áprilisában Szatmárra ment lelkipásztornak; innen 1703. szeptember 28-án „igne et gladio pulsus" Debrecenbe menekült, ahol 1704. február 3-án választották meg ötödik lelkésznek vagy ispotályi papnak; 1704. március 13-án Máramarossziget hívta meg lelkészének, ám Debrecen város tanácsa nem bocsátotta el. Amikor 1705. október 19-én a város népe az ellenség elől menekült, ő is Liszkára ment, ahol 1710-ben meghalt. Neje Martonfalvi György debreceni tanárnak a leánya, Margit volt.

## Munkái
- De Decem Aegypti Litteralis et Mysticae Plagis. Franequerae, 1686 (Dissertatio két részben)
- Szomorv halotti Parentatio, mellyet Amaz áldott emlekezetu, Istenfélo, Nagy tanácsú Vri Embernek Tek… Waradi Mihály Vramnak Utolsó tisztességes el takarittatásának alkalmatosságával tett a Sir felett, a Nemes Cassai Helv. Conf. lévő Evangelicusok Templomában Anno 1691. 27. Maij. Debreceni E. Pal… Kassa, 1693
- Boanerges, Menydörgesnek (Két) Fiai: Az Az; a Természet szerint valo Menydörgesekben, villámásokban, s menykövek hullásában; és viszont az ég közepin repülő Angyalnál levő örök Evangeliumnak Menydörgésiben, s menyköveiben, ki tsillámló, Isten Mindenható Hatalmas Erejenek Fényes Dicsöséget, hirdető s magasztaló. Két Szakaszból Allo Rövid Elmélkedesek: Mellyekben a Sz. Dávid Profeta XXIX. Soltára egeszszen megmagyaráztatik, Debreczeni E. Pal… által. Debreczen, 1698
- Innepi Ajandekul az Isten Satoraba fel-vitetett Szent Siklus. Az-az: Az egész, Christust valló Kereszténségtől bé-vétetett, Isten Ditsőségére, és a mi Váltságunknak nagy Titkáról való szent Elmélkedésekre szenteltetett… Tanítások… Kolozsvár, 1700
- Garizim és Ébal. Mellyeknek egyikén Áldást és Szeretetet, a másikra Átkot és Gyülölséget parancsolt Isten… uo., 1702 (Regis Márton latinra fordította. 1707)
- Historia Ecclesiae Reformatae in Hungaria et Transylvania… nunc autem accessionibus multis locupletata et hoc ordine concinnata a Frid. Adolpho Lampe. Trajecti ad Rh., 1728 (Eredeti szerkezetű közelkorú másolata Ágoston József gyűjteményében napfényre került a millenniumi könyvkiállítás alkalmával; ebben nagy terjedelmű igen becses előszava is, melyet Lampe talán szándékosan hagyott ki. A kézirat sokkal célszerűbb beosztású, fontos eltérésekkel; több önálló szakasz, melyet Lampe egészen elhagyott vagy csak kivonatosan használt; feltalálható abban a külegyetemeken tanult protestáns ifjak jegyzéke s egy nagy szakasz a magyarországi eretnekekről: unitásiusok sat. Ism. Révész Kálmán, Prot. Egyh. és Iskolai Lap 1884. 43. sz. Ezen munka magyarúl, Debrecen, 1746, mint azt Sándor István állítja M. Könyvesház 100. l. nem jelent meg)

### Kéziratban
Miscellaneák az az Valagatott egyelesleg való Materiakról iratott Magyar Dissertatiók. (Említi Az Innepi Ajandekul az Isten Sátorában c. munkája 411. lapján.)